# Aeroportul Taloqan
Aeroportul Taloqan (IATA: TQN, ICAO: OATQ) este un aeroport din Taloqan, Taluqan District⁠(d), Provincia Takhar, Afganistan ce deservește zona Taloqan. A fost numit după zona deservită.
Situat la o altitudine de 876 m, aeroportul dispune de o singură pistă.